# Clemente Micara

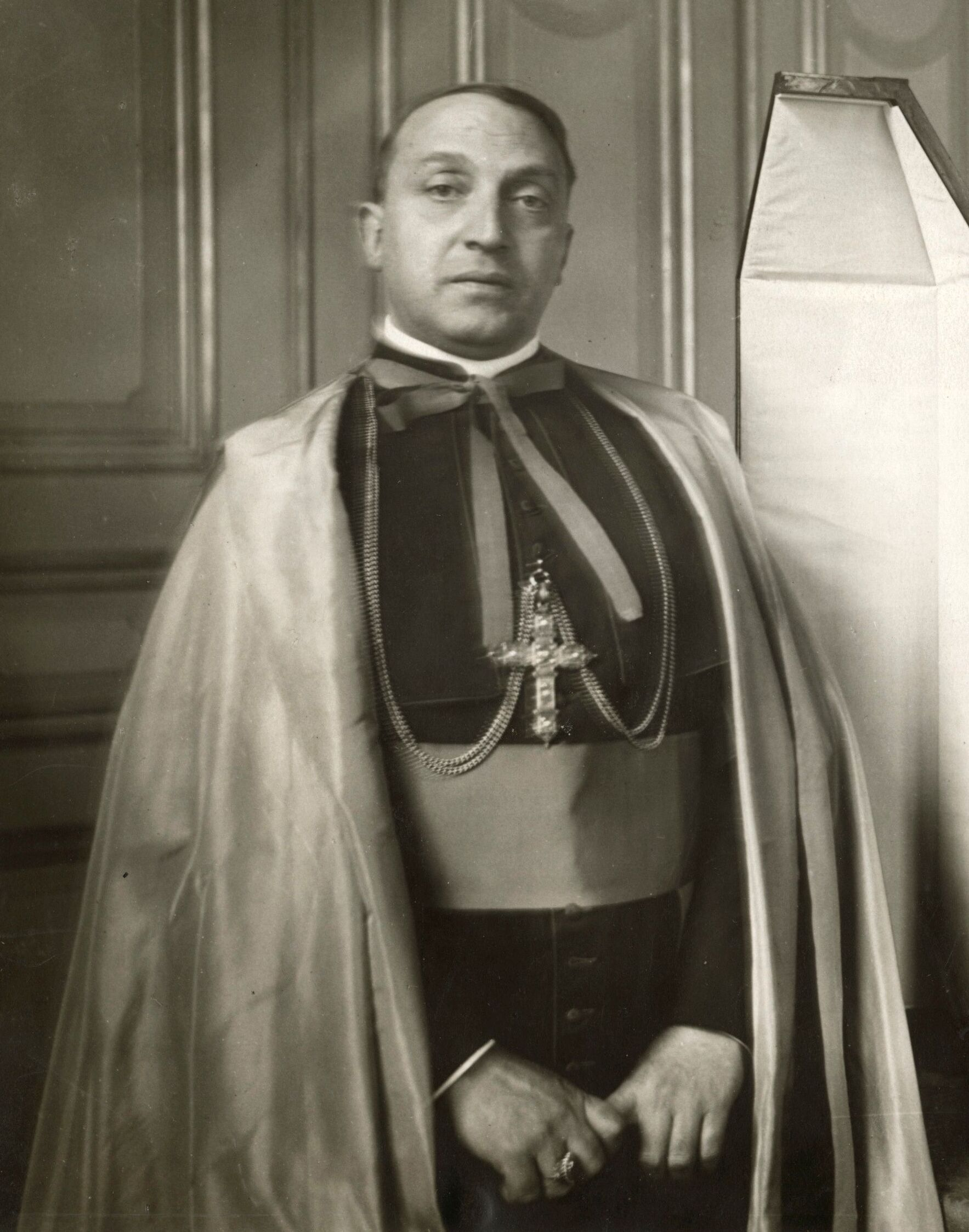
Clemente Kardinal Micara

Wappen von Clemente Kardinal Micara

Clemente Kardinal Micara (* 24. Dezember 1879 in Frascati, Provinz Rom, Italien; † 11. März 1965 in Rom) war ein vatikanischer Diplomat und Kurienkardinal der römisch-katholischen Kirche. Ab 1951 war er Kardinalvikar für das Bistum Rom.

## Leben
Als Seminarist am Almo Collegio Capranica studierte Clemente Micara an verschiedenen Universitäten Roms Katholische Theologie und Philosophie und empfing am 20. September 1902 das Sakrament der Priesterweihe. Nach weiteren Studien trat er 1904 in den diplomatischen Dienst des Heiligen Stuhls ein. Bis 1909 arbeitete er im Staatssekretariat, von 1909 bis 1915 war er Sekretär der Apostolischen Nuntiatur in Argentinien. Nach einem kurzen Einsatz in Belgien wurde er 1916 Mitarbeiter der Apostolischen Nuntiatur in Österreich. 1919 und 1920 wirkte er als Päpstlicher Gesandter in der Tschechoslowakei.
Am 8. August 1920, nach der Ernennung zum Titularerzbischof von Apamea in Syria und zum Apostolischen Nuntius für die Tschechoslowakei, spendete ihm Pietro Kardinal Gasparri die Bischofsweihe; Mitkonsekratoren waren der vormalige Bischof von Urbania-Sant’Angelo in Vado, Antonio Valbonesi, und Karel Kašpar, Weihbischof in Königgrätz. Ab 1923 war Clemente Micara Apostolischer Nuntius in Belgien und gleichzeitig Internuntius für das Großherzogtum Luxemburg. Nach dem Überfall de Wehrmacht auf Belgien im Mai 1940 musste Micara auf Befehl der deutschen Besatzer Belgien verlassen. In den folgenden vier Jahren hielt er sich in Rom auf. 1944 konnte er seine Arbeit in Brüssel wieder aufnehmen.
Am 18. Februar 1946 nahm ihn Papst Pius XII. als Kardinalpriester mit der Titelkirche Santa Maria sopra Minerva in das Kardinalskollegium auf und erhob ihn noch im selben Jahr zum Kardinalbischof von Velletri. 1950 ernannte er ihn zum Präfekten der Religiosenkongregation und zum Pro-Präfekten der Ritenkongregation. Von diesen Ämtern trat er 1953 zurück.
Clemente Micara vertrat in den folgenden Jahren als päpstlicher Legat den Papst weltweit bei zahlreichen Feierlichkeiten. In dieser Eigenschaft war Micara den deutschen Katholiken bereits im August 1948 bekannt geworden, als er den Papst bei den Feierlichkeiten zum Kölner Domfest vertrat, mit dem sowohl der 700. Jahrestag des Beginns des Dombaus als auch die Wiedereröffnung der Kathedrale nach den Zerstörungen des Zweiten Weltkrieges gefeiert wurde. Im Januar 1951 wurde er Kardinalvikar von Rom sowie Kardinalsubdekan; beide Ämter behielt Kardinal Micara bis zu seinem Tod. Er nahm an der ersten Sitzungsperiode des Zweiten Vatikanischen Konzils teil.
Er starb am 11. März 1965 in Rom und wurde in der Basilika Santa Maria sopra Minerva beigesetzt.

## Ehrungen
- 1956: Großkreuz des Verdienstordens der Bundesrepublik Deutschland
- 1963: Großkreuz des Verdienstordens der Italienischen Republik
- Mitglied des Malteserordens: Ehren- und Devotions-Großkreuz-Bailli